# Administrator
Administrator（アドミニストレーター）は、日本のヴィジュアル系ロックバンド。所属事務所はMAVERICK、所属レーベルはCLOUD。

## メンバー
芥（あくた）
ボーカル担当。
公佑（こうすけ）
ギター担当。
Takuya（たくや）
ベース担当。
龍（りゅう）
ドラムス担当。

## 来歴
ギター担当とベース担当を探していた芥と龍、ボーカル担当とドラムス担当を探していた公佑とTakuyaの2組が出会い、2008年12月11日に結成される。
2010年、JACK IN THE BOX 2010でオープニング・アクトを務めて観客に衝撃を与える。2011年5月6日に初のワンマンライブを開催し、10月にファーストアルバムをリリースするなど今後が期待されていたが、2012年5月4日のワンマンライブをもって解散した。

## 音楽性
ハードなヴィジュアル系サウンドの中にメロディアスなフレーズが光る楽曲が特徴であり、ボーカルの芥は、Takuyaと龍が作り出したリズムに乗せて、ときに伸びやか、ときに攻撃的なボーカルを披露する。
V-ROCK FESTIVAL 2011に出演した際には、アグレッシブなロックチューンからミディアムバラードまで起伏に富んだ演奏を披露した。

## ディスコグラフィー

### デモシングル
| 枚  | 発売日        | タイトル       |
| --- | ------------- | -------------- |
| 1st | 2008年11月    | SELFISH CLOVER |
| 2nd | 2009年4月28日 | 手招く太陽     |

### マキシシングル
| 枚  | 発売日         | タイトル         | 規格品番                                      |
| --- | -------------- | ---------------- | --------------------------------------------- |
| 1st | 2009年9月23日  | A                | S.D.R-201                                     |
| 2nd | 2009年12月23日 | Heart is…        | S.D.R-208                                     |
| 3rd | 2010年5月12日  | 喚情レイテンシー | S.D.R-213                                     |
| 4th | 2010年12月8日  | Promise          | CLUD-0007/8（初回限定盤） CLUD-0009（通常盤） |
| 5th | 2011年4月6日   | Shining!         | CLUD-0010/1（初回限定盤） CLUD-0012（通常盤） |

### アルバム
| 枚  | 発売日        | タイトル | 規格品番                                      |
| --- | ------------- | -------- | --------------------------------------------- |
| 1st | 2011年10月5日 | CROSS    | CLUD-0016/7（初回限定盤） CLUD-0018（通常盤） |